# Arkadiusz Tomasz Bratkowski
Arkadiusz Tomasz Bratkowski est un député européen polonais né le 13 mai 1959 à Hrubieszów. Il est membre du Parti paysan polonais.

## Biographie
Il est devenu député en décembre 2011 à la suite de l'entrée en vigueur du Traité de Lisbonne qui offre un siège supplémentaire à la Pologne.
Au parlement européen, il siège au sein du groupe du Parti populaire européen. Au cours de l'actuelle législature, il est membre de la commission des libertés civiles, de la justice et des affaires intérieures.